# Blohm & Voss BV 141
El Blohm & Voss BV 141 fue un avión alemán de reconocimiento táctico  de la Segunda Guerra Mundial. Es muy conocido por ser el avión capaz de volar más asimétrico de la historia de la aviación.

## Historia operacional
El Blohm & Voss BV 141  fue desarrollado en 1937 a raíz de una petición del Ministerio del Aire de un avión de reconocimiento monomotor que tuviera una visual eficaz sin interferencias de su estructura.  Se presentaron las firmas Arado con su Ar 198 y Focke Wulf con el Fw 189; aunque Blohm & Voss  no fue invitada a presentar proyectos, el ingeniero Richard Vogt esbozó los planos de un avión de rara apariencia asimétrica que cumplía con los requisitos del Ministerio y se propuso un prototipo en 1938.
El prototipo BV 141 se presentaba con un cuerpo central robusto monoalar, una disposición alar en forma de boomerang invertido y una góndola acristalada con un puesto de artillero en disposición alar, con  un observador-operador de radio, un artillero y un piloto y con un 80 % de visual panorámica de 360°, la góndola estaba ubicada a estribor del mismo modo que un sidecar de motocicleta.
El diseño provocó todo tipo de especulaciones sobre el balance del centro de gravedad y la forma en que debía ser tripulado; pero en la práctica resultó ser un avión muy estable y capaz de recorrer grandes distancias.
En principio el timón de cola era simétrico, el motor era un BMW de 600 cv que resultó insuficiente; por tanto la Luftwaffe rechazó en un comienzo el prototipo inclinándose por el Focke-Wulf Fw 189 ,  muy parecido al BV 141;  pero con góndola centralizada simétricamente y bimotor.
A pesar de todo, se produjeron unas 23 unidades del BV 141, la versión BV-141B,  a la que  se le introdujo un motor BMW 801 de 1538 cv, se incrementó la artillería y  mejoró mucho la velocidad hasta los 483 km/h, superior a la del Focke-Wulf 189 UHU. Unas veinte de estas unidades fueron entregadas a la Luftwaffe que volvió a rechazar el avión, aunque de todos modos muchas de estas unidades fueron usadas en el Frente del Este. Su producción terminó en 1943 y ninguna de estas unidades sobrevivió a la guerra. Algunas unidades fueron cargadas con dos pares de bombas de 50 kg.

## Producción

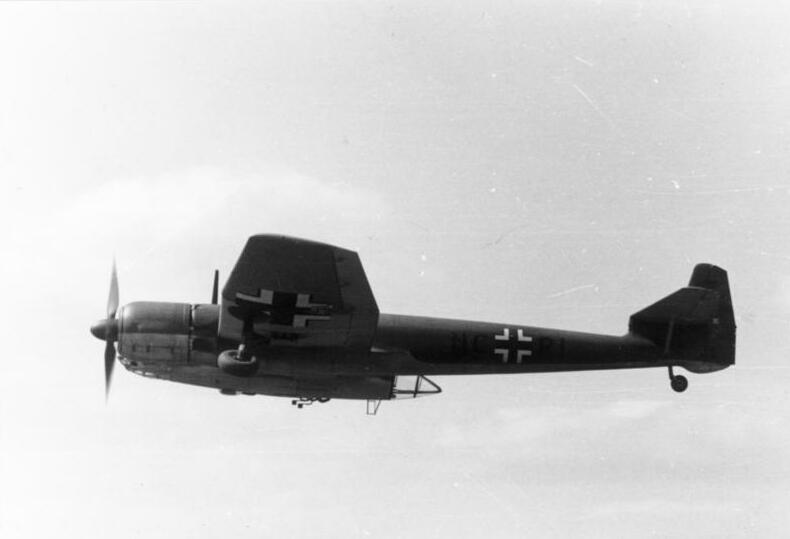
BV 141 en enero de 1942.

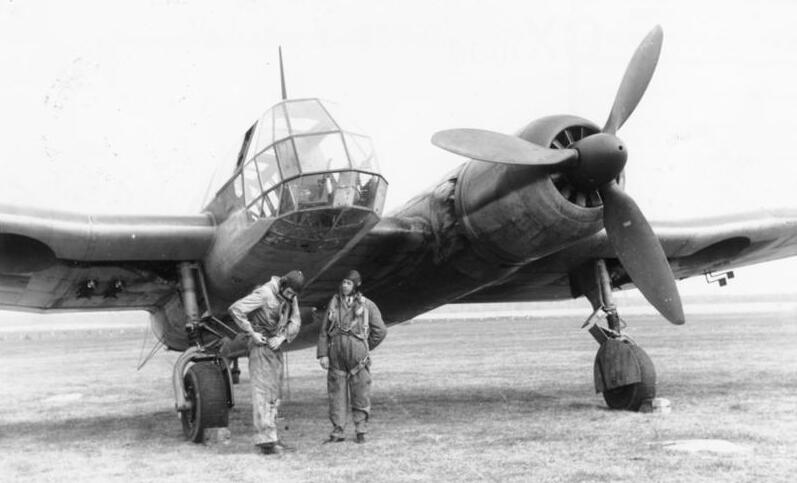
BV 141 y tripulantes en 1942.

Ejemplares producidos, con sus designaciones, números de serie y matrículas:
- Prototipos
  - BV 141 V1 ; N.º 141-00-0171 ; D-OTTO luego GL+AG
  - BV 141 V2 ; N.º 141-00-0172 ; D-ORJE luego PC+BA
  - BV 141 V3 ; N.º 141-00-0359 ; D-OLGA luego BL+AA
- Preserie BV 141 A-0
  - BV 141 A-01 (V4) ; N.º 01010360 ; D-OLLE luego GL+AH
  - BV 141 A-02 (V5) ; N.º 01010361 ; BL+AB
  - BV 141 A-03 (V6) ; N.º 01010362 ; BL+AC
  - BV 141 A-04 (V7) ; N.º 01010363 ; BL+AD
  - BV 141 A-05 (V8) ; N.º 01010364 ; BL+AE
- Preserie BV 141 B-0
  - BV 141 B-01 (V9) ; N.º 0210001 ; NC+QZ
  - BV 141 B-02 (V10) ; N.º 0210002 ; NC+RA
  - BV 141 B-03 (V11) ; N.º 0210003 ; NC+RB
  - BV 141 B-04 (V12) ; N.º 0210004 ; NC+RC
  - BV 141 B-05 (V13) ; N.º 0210005 ; NC+RD
  - BV 141 B-06 (V14) ; N.º 0210006 ; NC+RE
  - BV 141 B-07 (V15) ; N.º 0210007 ; NC+RF
  - BV 141 B-08 (V16) ; N.º 0210008 ; NC+RG
  - BV 141 B-09 (V17) ; N.º 0210009 ; NC+RH
  - BV 141 B-010 (V18); N.º 0210010 ; NC+RI
- Serie BV 141 B-1
  - N.º 0210011 ; GK+GA
  - N.º 0210012 ; GK+GB
  - N.º 0210013 ; GK+GC
  - N.º 0210014 ; GK+GD
  - N.º 0210015 ; GK+GE
  - N.º 0210016 ; GK+GF
  - N.º 0210017 ; GK+GG
  - N.º 0210018 ; GK+GH

La firma Blohm & Voss realizó otros diseños asimétricos, pero ninguno otro fue finalmente construido.

## Especificaciones (BV 141B)
Referencia datos: 400px

### Características generales
- Tripulación: 3 (piloto, observador y artillero de cola)
- Longitud: 14 m (45,9 ft)
- Envergadura: 14 m (45,9 ft)
- Altura: 3,6 m (11,8 ft)
- Superficie alar: 53 m² (570,5 ft²)
- Peso vacío: 4700 kg (10 358,8 lb)
- Peso cargado: 5700 kg (12 562,8 lb)
- Planta motriz: 1× motor radial BMW 801.
  - Potencia: 1160 kW (1599 HP; 1577 CV)
- Hélices: 1× tripala por motor.

### Rendimiento
- Velocidad máxima operativa (Vno): 438 km/h (272 MPH; 237 kt) a 3500 m
- Alcance: 1200 km (648 nmi; 746 mi)
- Techo de vuelo: 10 000 m (32 808 ft)
- Régimen de ascenso: 570 m/min
- Carga alar: 60,2 kg/m² (12,3 lb/ft²)
- Potencia/peso: 448 W/kg

### Armamento
- Ametralladoras: 4× 

  - 2× MG 17 de 7,92 mm
  - 2× MG 15 de 7,92 mm

### Aeronaves similares
- Focke-Wulf Fw 189
- Scaled Composites Boomerang

### Secuencias de designación
- Sistema de designación aeronaves del RLM: ← BV 138 · Ha 139 · Ha 140 · BV 141 ·  BV 142 · BV 143 · BV 144 →

### Listas relacionadas
- Anexo:Aeronaves militares de Alemania en la Segunda Guerra Mundial